# ساوت وبر (یوتا)
ساوت وبر (به انگلیسی: South Weber) شهری در ایالت یوتا کشور ایالات متحده آمریکا است که جمعیت آن در سرشماری سال ۲۰۱۰ میلادی، ۶٬۰۵۱ نفر بوده‌است.